# Thalictrum sparsiflorum
Thalictrum sparsiflorum är en ranunkelväxtart som beskrevs av Porphir Kiril Nicolai Stepanowitsch Turczaninow, Fisch. och C.A. Mey.. Thalictrum sparsiflorum ingår i släktet rutor, och familjen ranunkelväxter.

## Underarter
Arten delas in i följande underarter:
- T. s. richardsonii
- T. s. saximontanum